# 會議中心 (香港)
會議中心（英文：Convention Centre）為香港一個被倡議興建的項目，位於香港島灣仔區會議道港鐵沙田至中環綫會展站上蓋（原灣仔碼頭公共運輸交匯處、灣仔游泳池和港灣道體育館），毗鄰香港會議展覽中心，佔地約1.65公頃，原訂預計於2021年年中動工。《2020年施政報告》指，鑑於在會展站上蓋用地興建新會議中心，涉及多重技術困難，施工期不確定，亦不合乎成本效益，綜合以上考慮，決定把用地轉作其他用途。
會議中心不屬於香港會議展覽中心第三期，乃為獨立。基於規模不大，考慮到人流及物流需要，會議中心將不會作展覽及演唱會等會議以外之任何用途。

## 歷史

### 沿革
香港會議展覽中心和亞洲國際博覽館兩座大型會議展覽中心在旺季期間經常都供不應求，至2012年，落成逾兩年的香港會議展覽中心中庭範圍使用率飽和；於2011年，11個展覽檔期及所有場地均被全數租用，令到一些展覽需要使用停車場或者於會議室舉行，影響了招攬其他大型會議，全年被逼推掉了50個展覽及150個會議。2013年1月9日，商務及經濟發展局局長蘇錦樑在立法會回答立法會議員質詢時表示，於過去3年，香港會議展覽中心因為場地使用飽和，被逼拒絕了共44個展覽申請，當中13宗為貿易展覽，同期亦拒絕了89宗會議申請。於2012年全年，香港會議展覽中心有41日展期的場地達致飽和。2013年3月，香港會議展覽中心（管理）有限公司董事總經理梅李玉霞表示，香港會議展覽中心於2012年的參與展覽面積錄得雙位數增長，全年的展覽檔期幾乎接近飽和，即使在2月、5月及12月等租務淡季，由於香港會議展覽中心提供租務折扣優惠，該段日子亦有檔期飽和趨勢。而2013年，雙方就因為無足夠空間或者檔期而分別被逼拒絕了65宗及25宗展覽申請；而2014年，雙方就因為無足夠空間或者檔期而分別被逼拒絕了41宗及30宗展覽申請；

### 落實興建
為了滿足醫療及金融等會議在香港舉行的需求，時任香港行政長官梁振英於2015年1月14日透過《2015年度香港行政長官施政報告》宣佈落實興建會議中心，並且已經委託香港貿易發展局進行前期規劃。

### 放棄興建
時任香港行政長官林鄭月娥於2020年11月25日透過《2020年度香港行政長官施政報告》宣佈政府決定放棄在沙中線會展站上蓋用地興建新會議中心，轉作其他用途。

## 回應

### 香港貿易發展局
對於興建會議中心，香港貿易發展局表示歡迎，認為「場地愈多愈好」，特別是除了需要主場館舉行會議外，亦需要多個會議室以洽商及交流，而與會的國際精英亦可以帶動酒店業、旅遊業及零售業。香港貿易發展局 亦表示，興建會議中心有助於推廣香港高端服務業，例如金融及法律等行業的發展。

### 業界
對於興建會議中心，香港會議展覽中心發言人表示歡迎香港政府增加會議業的活動場地之決定，認為選址正確，有助提升香港的吸引力。亞洲國際博覽館管理公司行政總裁哈永安則指出，香港大型會議場地需求增長快，興建會議中心有助於為香港各個重要的會議場地清晰分工，例如商務及金融等會議則在灣仔區舉行會比較合適，大型會議則由亞洲國際博覽館為主來承擔。
香港展覽會議業協會會長簡志偉表示，增建會議中心是一個起步點，對此歡迎。
香港貿易發展局理事會成員及工業總會主席劉展灝表示，雖然不是擴建香港會議展覽場地，不過吸引大型會議移師會議中心舉行，或者可以釋出前者的會議場地，更改為展覽用途，有助於緩和香港會議覽中心場地不足的問題。
展覽會議主辦商多元商訊香港（Diversified Communications）指出，會議業對場地需求漸大，香港需要增加基礎設施以迎接中國大陸及新加坡的競爭。

### 立法會議員
時任批發及零售界立法會議員方剛認為，計劃在沙田至中環綫建成後才興建會議中心，時間上太遲，擔心香港被鄰近地區對手拋離。